# Llei del te
La Llei del Te (en anglès: Tea Act) va ser una llei promulgada pel Parlament del Regne de la Gran Bretanya el maig de 1773 que permetia a la Companyia Britànica de les Índies Orientals vendre el seu te a les Tretze Colònies d'Amèrica del Nord sense pagar impostos. La llei es va promulgar per intentar rellançar la companyia, que es trobava en una greu crisi, atorgant-li un lloc monopolista en el comerç britànic. Com a conseqüència, els colons de les Tretze Colònies van iniciar un boicot al te britànic per que va culminar amb el Motí del té de Boston.